# Eva-Britt Svensson
Eva-Britt Svensson (ur. 5 grudnia 1946 w Värnamo) – szwedzka polityk, od 2004 do 2011 posłanka do Parlamentu Europejskiego dwóch kadencji, wiceprzewodnicząca grupy GUE/NGL.

## Życiorys
Ma wykształcenie średnie (dyplom z 1967). Przez wiele lat była zatrudniona jako pracownica banku, księgowa w prokuraturze, a następnie sekretarka w administracji publicznej.
Eva-Britt Svensson była radną gminy w latach 1976–1992 (z ramienia socjaldemokratów) oraz radną regionu Kronoberg (1995–2004). Po opuszczeniu socjaldemokratów została członkinią Partii Lewicy, w latach 1995–2004 była jej sekretarzem politycznym, w 2000 weszła w skład zarządu partii. Działała również w szwedzkim stowarzyszeniu lokatorów. Była też jedną z liderek szwedzkiego ruchu przeciwko UE (Nej till EU).
W wyborach w 2004 uzyskała mandat deputowanej do parlamentu. W wyborach w 2009 z powodzeniem ubiegała się o reelekcję. W VI kadencji była członkinią Komisji Rynku Wewnętrznego i Ochrony Konsumentów oraz wiceprzewodniczącą Komisji Praw Kobiet i Równouprawnienia. W 2008 opublikowała raport w sprawie wpływu marketingu i reklamy na równość kobiet i mężczyzn. Opowiedziała się za kontrolą reklam telewizyjnych na zasadzie „zero tolerancji” wobec przedstawiania kobiet jako obiektów seksualnych i powielania stereotypowych ról płciowych. W VII kadencji została przewodniczącą Komisji Praw Kobiet i Równouprawnienia oraz wiceprzewodniczącą frakcji eurokomunistycznej. W lipcu 2009 była jedyną kontrkandydatką Jerzego Buzka w głosowaniu na przewodniczącego PE; oddano na nią 89 głosów (spośród 713). Z dniem 31 sierpnia 2011 zrezygnowała z zasiadania w PE, motywując to względami zdrowotnymi.